# Plasmon
I Plasmon Biscuits sono biscotti contenenti il Plasmon, uno specifico latte in polvere di origine britannica. Il fabbricante dichiarava che utilizzava 100 pinte (58 litri) di latte per produrre 3 libbre (1,36 kg) di Plasmon. Il Plasmon venne creato dalla International Plasmon Company e utilizzato in diversi prodotti come Plasmon Oats, Plasmon Cocoa e Plasmon Biscuits.
I prodotti Plasmon sono fabbricati in Italia dalla Plasmon Dietetici Alimentari s.r.l., società del gruppo NewPrinces.

## Storia
I biscotti Plasmon furono popolari sin dall'inizio del XX secolo. Furono usati dall'esploratore britannico Ernest Shackleton nella spedizione antartica del 1902 (spedizione Discovery). Il giorno di Natale Shackleton scrisse:
(Ernest Shackleton)
Una variante nota del biscotto è stata quella digestive, prodotta dall'industria alimentare irlandese Jacob's nel 1915.
Victor Whitechurch è l'autore del personaggio vegetariano detective Thorpe Hazell che li mangia quotidianamente. L'attrice britannica Ellen Terry sosteneva che lo scrittore irlandese George Bernard Shaw «generally dined off a plasmon biscuit and a bean!». Un direttore della compagnia, George Strachey Fawle (1856-1936), dichiarò di essere riuscito a guarire da una malattia proprio grazie al Plasmon.
In origine, il Plasmon era una polvere di latte con albumina che poteva essere miscelata con altri cibi. Samuel L. Clemens (Mark Twain) fu un investitore e promotore della International Plasmon Company. Lui e la sua famiglia lo consumavano quotidianamente, invitando anche altre persone ad assaggiarlo. 
Secondo Albert Paine, biografo di Samuel Clemens, egli e J.Y.M. MacAlister (un altro investitore nella società) sostennero l'adozione del prodotto nella British Army durante la seconda guerra boera.
In una lettera allo scrittore statunitense William Dean Howells, Clemens affermava:
(Samuel L. Clemens)
Lo stesso Paine provò il Plasmon nelle sue diverse preparazioni, delle quali la migliore a suo giudizio era quella al cioccolato.

## Plasmon in Italia
In Italia la Plasmon Society fu fondata a Milano nel 1902 come Italian Plasmon Syndicate da Cesare Scotti, di professione medico, con lo scopo di importare anche nell'Italia rurale di inizio novecento il Plasmon, ovvero una sostanza che potesse soddisfare le esigenze nutrizionali infantili dell'epoca. Essendo un prodotto il cui brevetto era detenuto dalle case madri inglese (International Plasmon Company) e Tedesca (Plasmon Gesellschaft M.B.H.), nel 1904 Scotti acquisisce da quest'ultima la licenza ed il marchio per la commercializzazione in Italia del prodotto. La società trasforma quindi la sua ragione sociale in Società Italo-Svizzera del Plasmon, ed inizia la distribuzione dei suoi primi prodotti (Plasmon puro, Plasmon al cacao, biscotti e minestrine). Nel 1916 la società diviene interamente italiana e muta denominazione sociale in Società del Plasmon. Il successo ottenuto dall'introduzione dei nuovi alimenti è tale che già alla fine della prima guerra mondiale le confezioni di Plasmon diventano una presenza fissa nelle case degli italiani. 
Nel 1932 a Milano viene costruito il primo stabilimento della società. Durante la seconda guerra mondiale, a causa del blocco delle importazioni da Regno Unito e Germania, la società italiana inizia a produrre autonomamente il Plasmon puro. Tra il 1939 e il 1943, a causa dei bombardamenti di guerra, lo stabilimento milanese viene distrutto; la produzione degli alimenti deve quindi essere affidata all'esterno. Nel 1946, terminata la guerra, lo stabilimento milanese viene ricostruito; poco dopo, Cesare Scotti cede la guida della società a Franco Bassani.
Nel 1963 Società del Plasmon viene rilevata dalla corporation americana dei beni di consumo H. J. Heinz Company. Nel 1967 viene costruito lo stabilimento di Latina, dove verranno successivamente spostate tutte le attività di produzione; conseguenzialmente verrà chiuso lo stabilimento di Milano. Nel 1974 la Società del Plasmon rileva da Carlo Erba (divisione farmaceutica del gruppo Montedison) Dieterba, azienda specializzata in prodotti nutrizionali. Nel 1976, Heinz trasforma la ragione sociale di Società del Plasmon in Plada - Plasmon Dietetici Alimentari. Dalla fine degli anni settanta, Plada comincia un'opera di diversificazione del proprio business, lanciando sul mercato nuove gamme alimentari come Plasmon linea ragazzi (comprendente tra l'altro prodotti come Ergo Spalma che portano l'azienda ad entrare nell'allora competitivo mercato delle creme spalmabili) e la linea di alimenti dietetici Misura.
Nel 1981 Plada rileva da Pernigotti il marchio Sperlari facendo così il proprio ingresso nel mercato delle caramelle; nello stesso anno viene coinvolta, insieme ad altre industrie europee del settore nutrizionale per l'infanzia, nello scandalo dei bovini gonfiati con gli estrogeni. Nel 1983 acquista il marchio Nipiol da Buitoni Perugina. Nel 1987 rileva Scaramellini, altra industria attiva nel settore delle caramelle, fondendola con Sperlari; nello stesso anno, Heinz incorpora la sua controllata italiana trasformando Plada in Heinz Italia. Nel 1990 Plada-Heinz rileva Dondi (azienda specializzata nella produzione di creme e mostarde), e nel 1991, da Fedital (gruppo Federconsorzi), il marchio Galatine. Nello stesso anno, Heinz decide di costituire una nuova entità per riunire tutte le attività del ramo dolciario di sua proprietà in Italia in un'unica divisione: nasce così Sperlari Industrie Dolciarie Riunite - Sidr. Nel 1993, Plada-Heinz decide di cedere l'intera Sidr con tutti i suoi marchi detenuti (Sperlari, Dondi, Galatine, Scaramellini, Sprint) alla Hershey Foods, altra corporation statunitense dei beni di consumo.
Nel 1995 Plada-Heinz rileva il 50% di Fattorie Scaldasole e cede il marchio Fitgar (bevande isotoniche per lo sport, in origine facente parte della linea salutistica Misura) al Gruppo Schiapparelli; nello stesso anno cambia la ragione sociale di Heinz Italia S.p.a. in Plada S.p.a. (dando origine ad una serie di giravolte societarie tra le due denominazioni aziendali). Nel 1996 rileva da Kraft General Foods il marchio Mareblu (alimenti ittici); nello stesso anno Plada-Heinz cede il marchio Misura con tutta la sua linea di prodotti ancora esistenti sul mercato alla società italiana attiva nella produzione di biscotti Colussi. Nel 1999 Heinz continua la girandola delle sue divisioni societarie italiane, dividendo Plada S.r.l. in tre società distinte per posizione territoriale: Plada Nord, Plada Sud, Nuova Plada); infine tutte le società verranno nuovamente riaccorpate in un'unica entità, Plada Industriale S.r.l., divenuta poi Heinz Italia S.p.a. con sede in Latina.
Nell'ottobre 2015, Kraft Heinz cede a Newlat Food lo stabilimento di Ozzano Taro in provincia di Parma e le relative licenze di produzione dei marchi Dieterba, Nipiol e Plasmon nel sito produttivo. Nel marzo 2019, Kraft Heinz (nuova denominazione della multinazionale dopo la fusione con l'altra corporation americana dell'alimentare avvenuta nel 2015) ha ufficialmente comunicato di aver messo sul mercato Plasmon e di voler cedere tutte le relative attività collegate al marchio.  A giugno 2019, Kraft Heinz ha comunicato di aver ricevuto proposte ufficiali d'acquisto per Plasmon dal gruppo alimentare svizzero Gruppo Hero e dal fondo di private equity PAI Partners, azionista di controllo di R&R a sua volta socio paritetico insieme a Nestlé della multinazionale del ramo di freddo Froneri International.. Alla fine dello stesso anno, il management di Kraft Heinz comunica la decisione di voler mantenere il brand Plasmon nel suo portafoglio e di voler continuare a investire nello stabilimento di Latina, attraverso un piano di dieci milioni di investimenti in tre anni, assoluta trasparenza sulla filiera e con l'utilizzo dell'85% delle materie prime di origine italiana entro la prima metà del 2020 (progetto denominato Filiera Italiana); inoltre la multinazionale statunitense annuncia il debutto sul mercato, sempre nel 2020, dei Puff, snack per bambini nelle versioni carota e pomodoro e zucca e pomodoro.
Il 10 luglio 2025, la italiana NewPrinces Group compra per 120 milioni di euro il celebre marchio di biscotti dalla statunitense Kraft Heinz.